# Leurocephala schinusae
Leurocephala schinusae is een vlinder uit de familie van de mineermotten (Gracillariidae). De wetenschappelijke naam van de soort werd voor het eerst geldig gepubliceerd in 2011 door Davis & Mc Kay.